# 續唐書
《續唐書》，清朝人陳鱣撰，凡七十卷。
陳鱣以後唐為唐朝皇統的延續，南唐為後唐的延續，並以兩國為正統，五代十國其他國家均列入世家中。後清末廣雅書局收入《光緒廣雅叢書》中。

## 《續唐書》目录

### 纪
- 卷第一 莊宗紀
- 卷第二 明宗紀
- 卷第三 閔帝紀
- 卷第四 末帝紀
- 卷第五 烈祖紀
- 卷第六 元宗紀
- 卷第七 後主紀

### 表
- 第八 紀元表
- 第九 宗室表
- 第十 諸國表
- 第十一 大臣表

### 志
- 第十二 禮儀志
- 第十三 音樂志
- 第十四 天文志
- 第十五 五行志
- 第十六 地理志
- 第十七 選舉志
- 第十八 職管志
- 第十九 經籍志
- 第二十 食貨志
- 第二十一 刑法志

### 世家
- 第二十二 岐世家
- 第二十三 吳世家
- 第二十四 梁世家
- 第二十五 蜀世家
- 第二十六 後蜀世家
- 第二十七 南漢世家
- 第二十八 楚世家
- 第二十九 吳越世家
- 第三十 閩世家
- 第三十一 南平世家
- 第三十二 晉世家
- 第三十三 漢世家
- 第三十四 周世家